# Atefe Asadi

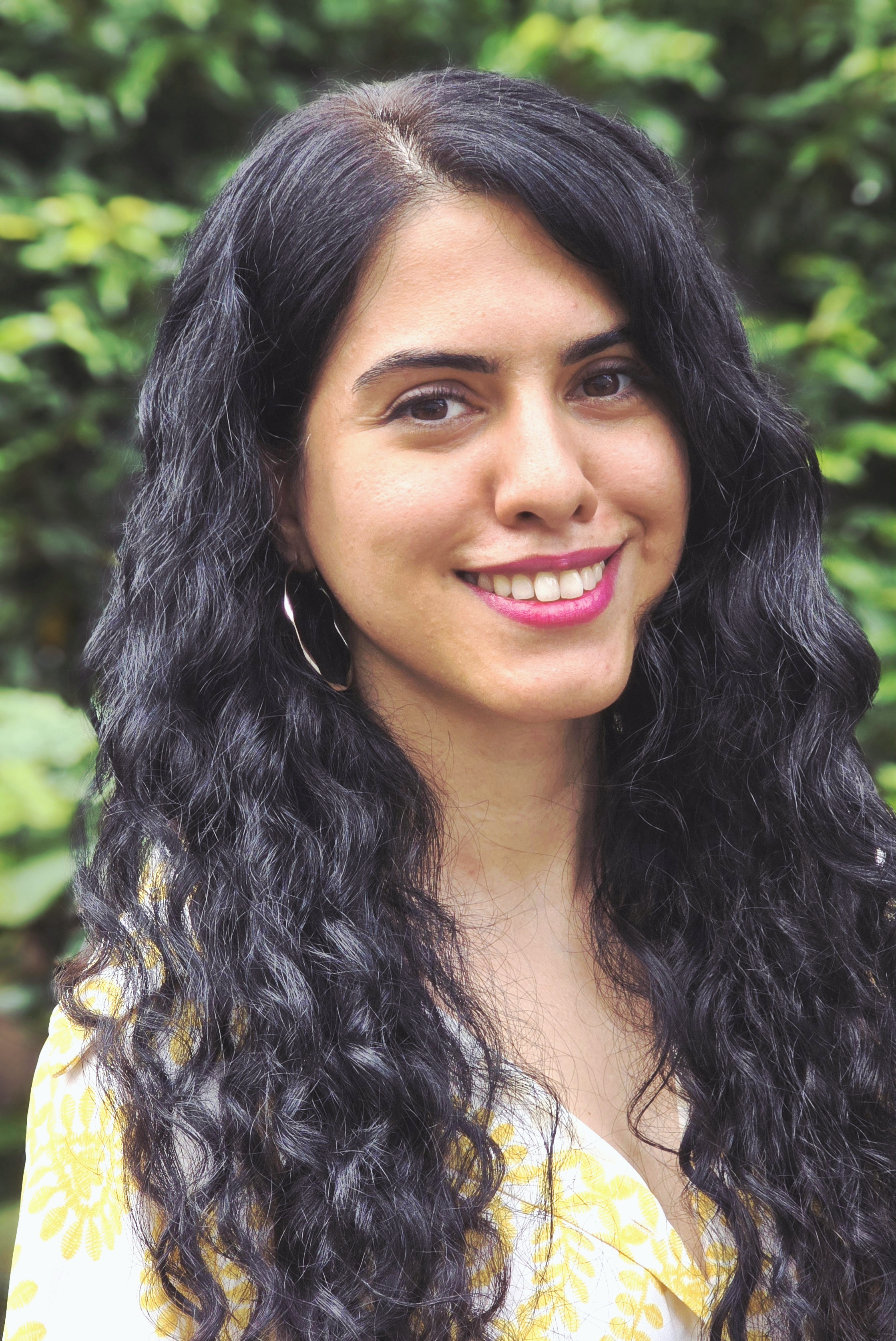
Atefe Asadi (2025)

Atefe Asadi (persisch عاطفه اسدی; geb. im April 1994 in Teheran) ist eine iranische Dichterin, Schriftstellerin, Übersetzerin, Lektorin und Songwriterin. Sie gewann 2021 das Hannah Arendt Stipendium und lebt seitdem in Deutschland.

## Leben
Atefe Asadi wurde 1994 in Teheran geboren und schloss ihr Studium in Übersetzungswissenschaften ab. 2021 zog sie nach Deutschland, wo sie derzeit in Hannover lebt.

## Künstlerische Arbeit
Asadi arbeitete im Iran für viele literarischen Zeitschriften und Websites, aber alle ihre drei Kurzgeschichtensammlungen wurden vom Ministerium für Kultur und Islamische Führung zensiert und verboten. Im Iran wurden viele ihrer Artikel und Werke in Zeitschriften und auf Websites wie „Sayeh-ha“, „Konsefr“, „Ketabchi“, and „Morva“ veröffentlicht.
2021 wurde Asadi für ihre „bemerkenswerten literarischen Arbeiten und unerschütterliche Verpflichtung zur Meinungsfreiheit“ mit dem Hannah Arendt Stipendium ausgezeichnet und zog nach Deutschland.
Ihre Gedichte und Kurzgeschichten wurden in verschiedene Sprachen übersetzt und in Ländern wie Deutschland und Italien veröffentlicht. Viele ihrer Werke befassen sich mit Themen wie Frauenrechte, Minderheiten, Migration, Diskriminierung und Freiheit.
Asadi nahm an zahlreichen Workshops zum Thema „Literatur im Exil“ als Rednerin teil.
Sie liest auch in Schulen in Deutschland und unterrichtet. Weiterhin ist sie Leiterin der literarischen Sektion der Zeitschrift „Hamyari“ in Kanada.
Mit dem deutschen Bildhauer „Krommel“ arbeitete Asadi bei der Gestaltung des Denkmals „Frauen, Leben, Freiheit“ zusammen.

## Soziale und politische Aktivität
Nach der Zensur ihrer Werke im Iran veröffentlichte Asadi diese im Untergrund, was zusammen mit ihrer Teilnahme an Protesten zu ihrer Festnahme führte.
Neben ihrer literarischen Arbeit sprach Asadi in den letzten Jahren als Kritikerin der Politik der iranischen Regierung auf verschiedenen Veranstaltungen und Konferenzen, darunter der WEXFO-Konferenz in Norwegen, der Safe Havens-Konferenz in Griechenland sowie den jährlichen ICORN-Treffen in Dänemark und Belgien.
In Interviews hat sie mehrfach die „Frau, Leben, Freiheit“-Bewegung unterstützt und gefordert, dass die internationale Gemeinschaft den Aufstand des iranischen Volkes unterstützen und die Islamische Revolutionsgarde als Terrororganisation einstufen solle.
Zahlreiche Artikel von Atefeh Asadi über Literatur, Kunst und die politische Lage im Iran wurden in europäischen Zeitschriften veröffentlicht. Ihr Text Wir Iraner waren immer allein erschien während des israelisch-iranischen Krieges 2025 in der Frankfurter Allgemeinen Zeitung. Aufgrund der großen Resonanz wurde er ins Englische und Französische übersetzt und unter anderem auf Plattformen wie Perlentaucher und Deutschlandfunk Kultur als bedeutender Beitrag gelistet.